# Barleria longissima
Barleria longissima är en akantusväxtart som beskrevs av Gustav Lindau. Barleria longissima ingår i släktet Barleria och familjen akantusväxter. Inga underarter finns listade i Catalogue of Life.